# Centinex
Centinex est un groupe suédois de death metal.

## Histoire
Centinex est formé en 1990. Les premiers enregistrements ont lieu en mars 1991 et le groupe sort sa première démo thrashcore Stupid Humanity la même année. Les deux chanteurs Mattias Lamppu et Lasse Eriksson, Andreas Evaldsson (guitare), Martin Schulman (basse) et Per Guselius (batterie) se rendent au studio Sunlight pour enregistrer la démo End of Life. Joakim Gustafsson rejoint ensuite l'équipe en tant que nouveau batteur. En 1992, le premier album Subconscious Lobotomy est publié par Underground Records à 1 000 exemplaires et produit par Tomas Skogsberg et Fred Estby (Dismember). En 1993, Mattias Lamppu quitte le groupe, et Centinex continue avec un seul chanteur.
Grâce à une promo de trois titres, le groupe décroche un contrat avec Wild Rags Records, qui publie la promo sous forme d'EP sous le titre Under the Blackened Sky. En 1994, l'EP Transcend the Dark Chaos sort avec le deuxième guitariste Kenneth Wiklund. Par la suite, Joakim Gustafsson quitte le groupe. Centinex continue alors en utilisant une boîte à rythmes. Un split vinyle sort avec Inverted, suivi du deuxième album Malleus Maleficarum sur Wild Rags, composé principalement des enregistrements des EP. En 1997, le troisième album Reflections sort, suivi de Reborn Through Flames en 1998 sur Repulse Records. Par la suite, le groupe connait de sérieux changements de composition. Le bassiste Martin Schulman reste le seul membre fondateur du groupe. Johan Jansson rejoint le groupe en tant que nouveau chanteur, Jonas Kjellgren devient le nouveau guitariste et la batterie continue à être remplacée par une boîte à rythmes. Les deux nouveaux membres venaient du groupe Dellamorte. Malgré ce remaniement important, l'EP Bloodhunt sort en 1999. Par la suite, un batteur, Kennet Englund (également de Dellamorte), rejoint le groupe.
En 2000, Hellbrigade, le dernier album pour Repulse Records, sort. Le groupe signe ensuite avec Candlelight Records, qui publie Diabolical Desolation en 2002. En 2004, c'est au tour de Decadence : Prophecies of Cosmic Chaos. Après la sortie, Ronnie Bergerståhl rejoint le groupe en tant que nouveau batteur. En 2005 sort World Declension, un album-concept sur l'apocalypse. En 2006, Centinex annonce une tournée américaine, avant de se séparer à la suite de nouveaux problèmes de line-up,. 
Après la séparation de Centinex, Schulman, Jansson et Bergerståhl forment le groupe de death metal Demonical, mais en 2014, Schulman et Englund décident de reprendre Centinex. Le chanteur Alexander Högbom et le guitariste Sverker Widgren rejoignent le groupe. En 2020, ils sortent leur album Death in Pieces.

## Discographie

### Albums studio
- 1992 : Subconscious Lobotomy
- 1996 : Malleus Maleficarum
- 1997 : Reflections
- 1998 : Reborn Through Flames
- 1999 : Bloodhunt
- 2000 : Hellbrigade
- 2002 : Diabolical Desolation
- 2004 : Decadence − Prophecies of Cosmic Chaos
- 2005 : World Declension
- 2014 : Redeeming Filth
- 2016 : Doomsday Rituals
- 2020 : Death in Pieces

### EP
- 1995 : Sorrow of the Burning Wasteland/Diabolical Ceremonies (split avec Inverted)
- 1998 : Shadowland (single)
- 2001 : Apocalyptic Armageddon (single)
- 2003 : Hail Germania (split avec NunSlaughter)
- 2003 : Deathlike Recollections (single)
- 2004 : Live Devastation (EP live)

### Démos
- 1991 : End of Life
- 1993 : Under the Blackened Sky
- 1994 : Transcend the Dark Chaos